# Татти (станция)
Татти (каз. Тәтті) — станция в Меркенском районе Жамбылской области Казахстана. Входит в состав Таттинского сельского округа. Находится примерно в 40 км к северу от районного центра, села Мерке. Код КАТО — 315447600.

## Население
В 1999 году население станции составляло 299 человек (144 мужчины и 155 женщин). По данным переписи 2009 года, в населённом пункте проживали 284 человека (134 мужчины и 150 женщин).